# Hồng Thái, An Dương
Hồng Thái là một phường thuộc quận An Dương, thành phố Hải Phòng, Việt Nam.

## Địa lý
Phường Hồng Thái nằm ở phía nam quận An Dương, nằm bên cạnh sông Lạch Tray, có vị trí địa lý:
- Phía đông giáp phường Đồng Thái
- Phía tây và phía bắc giáp phường An Hải
- Phía nam giáp quận Kiến An và huyện An Lão.

Phường Hồng Thái có diện tích 7,09 km², dân số năm 2023 là 15.253 người, mật độ dân số đạt 2.151 người/km².

## Hành chính
Phường Hồng Thái được chia thành 7 tổ dân phố: Đào Yêu, Hòa Bình, Hy Tái, Kiều Đông, Kiều Trung, Tiên Sa, Xích Thổ.

## Lịch sử
Trước năm 1945, địa bàn xã Hồng Thái thuộc tổng Kiều Yêu và tổng Văn Cú.
Sau năm 1945, thành lập xã Đề Thám trên cơ sở 5 làng: Đào Yêu, Hy Tái, Kiều Đông, Kiều Trung, Tiên Sa.
Năm 1949, sáp nhập thôn Xích Thổ vào xã Đề Thám quản lý và đổi tên xã Đề
Thám thành xã Hồng Thái.
Ngày 7 tháng 4 năm 1966, Chính phủ ban hành Quyết định số 67-CP về việc thành lập huyện An Hải trên cơ sở huyện An Dương và huyện Hải An. Khi đó, xã xã Hồng Thái thuộc huyện An Hải.
Ngày 20 tháng 12 năm 2002, Chính phủ ban hành Nghị định số 106/2002/NĐ-CP về việc chuyển xã Hồng Thái thuộc huyện An Hải về huyện An Dương mới đổi tên quản lý.
Năm 2022, xã Hồng Thái có 7 thôn: Đào Yêu, Kiều Đông, Kiều Trung, Tiên Sa, Hy Tái, Xích Thổ, Hòa Bình.
Ngày 24 tháng 10 năm 2024, Ủy ban Thường vụ Quốc hội ban hành Nghị quyết số 1232/NQ-UBTVQH15 về việc sắp xếp đơn vị hành chính cấp huyện, cấp xã của thành phố Hải Phòng giai đoạn 2023 – 2025 (nghị quyết có hiệu lực từ ngày 1 tháng 1 năm 2025). Theo đó, thành lập phường Hồng Thái thuộc quận An Dương trên cơ sở toàn bộ 7,09 km² diện tích tự nhiên và quy mô dân số là 15.253 người của xã Hồng Thái.

## Giao thông
Phường nằm trên trục đường tỉnh lộ 351 đi ngã tư Quán Toan, đi quận Kiến An qua cầu Kiến An. Nằm bên sông Lạch Tray nên giao thông đường thủy cũng thuận tiện.